# Верещагин, Геннадий Иванович
Геннадий Иванович Верещагин (24 июня 1926 — 30 сентября 2015) — генерал-майор КГБ СССР.

## Биография
Геннадий Иванович Верещагин родился 24 июня 1926 года в городе Карачеве (ныне — Брянская область). С 1942 года работал токарем на заводе в Челябинске. В 1946 году поступил на службу в органы государственной безопасности. В 1947 году окончил Новосибирскую межкраевую школу Министерства государственной безопасности СССР, после чего служил в Управлении охраны МГБ СССР. В 1952—1970 годах служил в УМГБ-УКГБ по Челябинской области в качестве начальника отделения, старшего оперуполномоченного, вновь начальника отделения. В начале 1970-х годов окончил Высшую школу КГБ СССР и был направлен на службу в Комитет государственной безопасности Кабардино-Балкарской АССР на должность начальника 2-го отдела.
С апреля 1977 года бессменно руководил Комитетом государственной безопасности Бурятской АССР. Избирался депутатом Верховного Совета Бурятской АССР. В 1991 году в звании генерал-майора вышел в отставку и переехал в Смоленск. Умер 30 сентября 2015 года, похоронен на Одинцовском кладбище Смоленска.

## Награды
Почётный сотрудник госбезопасности. 
Был также награждён орденами:
- Трудового Красного Знамени
- «Знак Почета»,
- рядом медалей[1].